# Nina Cionca
Nina Cionca este o scriitoare din România. Este strănepoata compozitorului Ciprian Porumbescu (despre care a scris o serie de cărți) și nepoata de frate a profesoarei și pianistei Aurelia Cionca.

## Cărți
- Ciprian Porumbescu: album ilustrat comemorativ 1883–1983, Editura Muzicală, București, 1974
- Aurelia Cionca  (Monografie), Editura Muzicală, București, 1986
- Scrisorile lui Iraclie Porumbescu, Editura Ars Docendi, București, 1999

## Distincții
- Cetățean de onoare al orașului Suceava [nefuncțională]